# Sibynophis bistrigatus
Sibynophis bistrigatus är en ormart som beskrevs av Günther 1868. Sibynophis bistrigatus ingår i släktet Sibynophis och familjen snokar. Inga underarter finns listade i Catalogue of Life.
Denna orm förekommer i centrala och södra Myanmar samt på Nikobarerna som tillhör Indien. Exemplar hittades i torra skogar. Honor lägger ägg.
Några individer upptäcktes i skyddszoner. Det är inte känt hur bra anpassningsförmåga ormen har. IUCN kategoriserar arten globalt som otillräckligt studerad.